# پدرو لئون
پدرو لئون سانچز خیل (زاده ۲۴ نوامبر ۱۹۸۶)، که به نام لئون هم شناخته می‌شود، بازیکن فوتبال اسپانیاییست که در حال حاضر، در تیم ایبار بازی می‌کند.